# John Ball (calciatore)
John Ball (Stockport, 29 settembre 1900 – 5 dicembre 1989) è stato un calciatore inglese, di ruolo centrocampista.

## Carriera

### Nazionale
Conta una presenza con la nazionale inglese, collezionata nel 1927.